# Schèmes Mystifs
Les Schèmes Mystifs sont une espèce extraterrestre de fiction du cycle des Inhibiteurs d’Alastair Reynolds.
Vivant sous la forme de sorte de radeaux d’algues sur des planètes océaniques, les humains ignorent s’ils sont réellement conscients. Ils possèdent la remarquable capacité d’emmagasiner les schéma neuraux des personnes nageant dans leur écosystème, mais également de restructurer ces derniers.
Mentionnés dans les différents livres de la saga, ils agissent plus activement au cours du 4e, Le Gouffre de l'absolution. Ils aident alors la colonie d’Ararat à échapper aux Inhibiteurs.